# Bailey Marsh
Bailey Marsh (Rockingham, 16 juni 2002) is een Australische darter die toernooien van de Professional Darts Corporation en World Darts Federation speelt.

## Carrière
Marsh genoot op jonge leeftijd al enig succes op WDF-toernooien in zijn thuisland. In 2019 won hij de jeugdcompetitie van de West Coast Classic. Een jaar later wist hij met succes zijn titel te verdedigen. In 2020 schreef hij ook de jeugdtitel van de Pacific Masters op zijn naam. Kort daarna maakte hij de overstap naar de senioren.
In 2022 won hij in de regio West-Australië drie evenementen op de Australische DPA-tour, die gelieerd is aan de Professional Darts Corporation. Ook wist hij zich te kwalificeren voor de de Queensland Darts Masters, dat onderdeel uitmaakt van de PDC World Series of Darts en plaatsvond in Townsville. Het zou zijn eerste wedstrijd op de televisie zijn. In de eerste ronde mocht hij aantreden tegen de toenmalige nummer drie van de wereld, Michael van Gerwen. Aanvankelijk stond de Australiër met een score van 4-2 voor, maar Van Gerwen won uiteindelijk met 6-5. Later in 2022 nam Marsh deel aan het PDC World Youth Championship.

## Resultaten op wereldkampioenschappen

### PDC World Youth Championship
- 2022: Groepsfase (Gewonnen van Gillian Koehoorn met 5-1, verloren van Geert Nentjes met 3-5)[10]

## Trivia
- Anno 2022 is Marsh ook werkzaam als monteur.[2]